# Isonandra compta
Isonandra compta är en tvåhjärtbladig växtart som beskrevs av Marcel Marie Maurice Dubard. Isonandra compta ingår i släktet Isonandra och familjen Sapotaceae.
Artens utbredningsområde är Sri Lanka. Inga underarter finns listade i Catalogue of Life.